# جوزف اشورث
جوزف اشورث (به انگلیسی: Joseph Ashworth) (زاده ۲۸ ژانویه  ۱۹۰۲) یک فوتبالیست اهل انگلستان بود. او برای تیم های باشگاه فوتبال بلکپول، باشگاه فوتبال ناتینگهام فارست و باشگاه فوتبال اورتون بازی کرده است.